# Schaumburg-Lippe
Schaumburg-Lippe var fram till 1946 en självständig tysk administrativ enhet (beroende på tidpunkten grevskap, furstendöme eller fristat) belägen i dagens Niedersachsen, mellan staden Hannover och den westfaliska gränsen. Namnet är härlett från slottet Schaumburg, beläget i Wesergebirge (numera Rinteln) och en del av grevskapet Lippe. Huvudstad var Bückeburg. Norr om området ligger Steinhuder Meer. Ute i sjön ligger en ö på vilken den gamla befästningen och militärskolan Wilhelmstein är belägen.

## Geografi

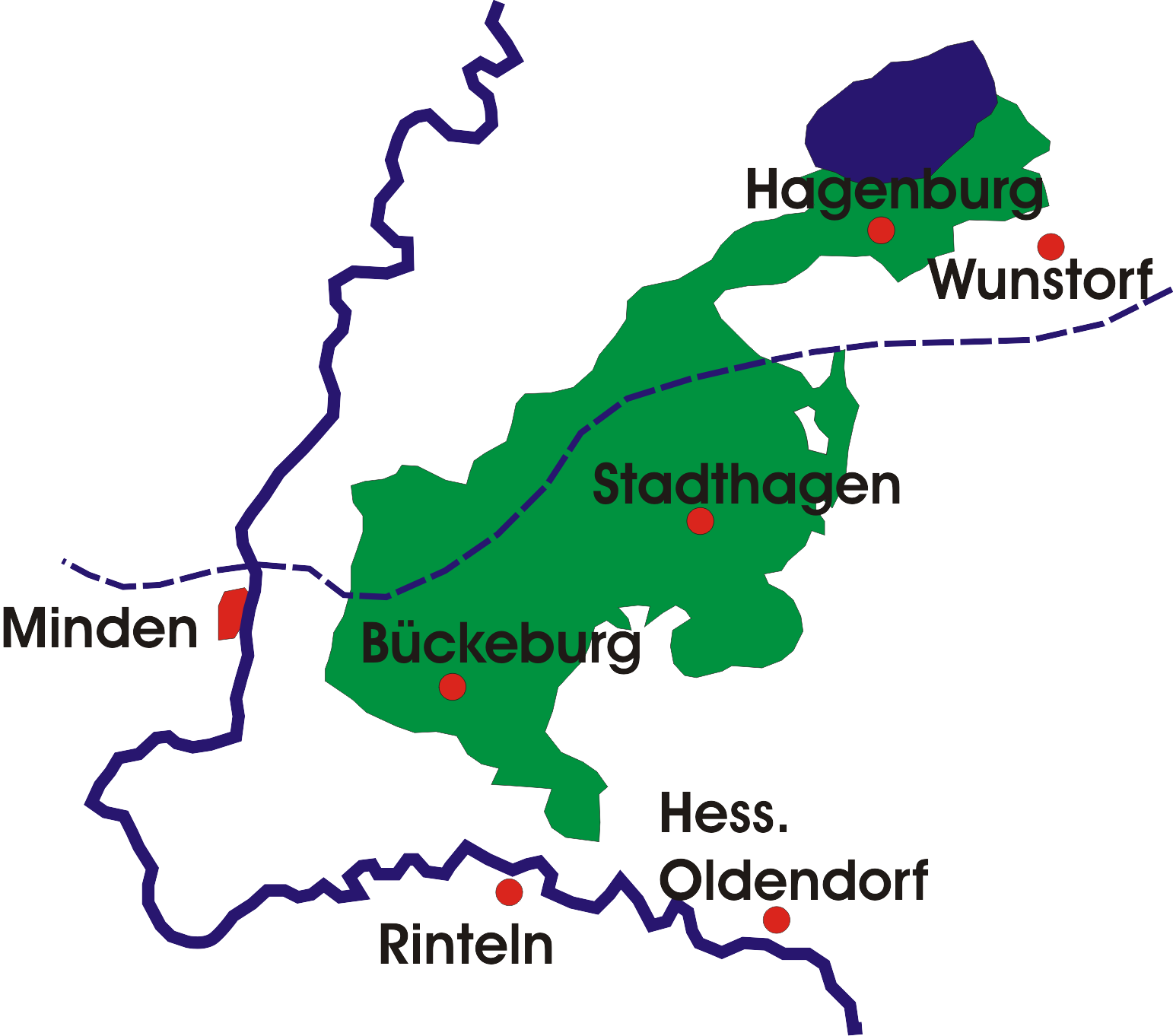

Schaumburg-Lippe var den till folkmängden minsta av Tysklands stater och innefattade västra delen av det forna grevskapet Schaumburg samt begränsades av de preussiska provinserna Hannover och Westfalen ävensom den preussiska delen av grevskapet Schaumburg. Befolkningen var till största delen
lutheraner.
Landet var beläget på Wesergebirges nordligaste förgreningar; större delen utgjordes av slättland, den mindre av kuperad mark. Några större vattendrag fanns icke utom Steinhuder Meer på norra gränsen. Schaumburg-Lippe hade mycket fruktbar jordmån samt stor rikedom på stenkol (i Bückebergs-kedjan) och skog. Mineralkällor fanns i Stadthagen och Eilsen. Huvudnäringar var lantbruk och ladugårdsskötsel.
Furstendömet hade två städer: Bückeburg och Stadthagen.

## Förvaltning
Enligt författningen av den 17 november 1868 var Schaumburg-Lippe en konstitutionell och ärftlig monarki. Representationen (der Landtag) sammanträdde varje år och bestod av 15 ledamöter, av vilka två utnämndes av fursten, de andre valdes genom direkta val.
Budgeten för 1915 upptog inkomster och utgifter till 988 960 mark; statsskulden uppgick till 320 882 mark.
Schaumburg-Lippe sände en representant till tyska riksdagen och hade en röst i förbundsrådet. Dess krigsstyrka tillhörde 7:e westfaliska jägarbataljonen. Dess matrikularbidrag för 1915–1916 utgjorde 39 400 mark.

## Historia

### Ursprung
Under trettioåriga kriget deltog greve Otto V av Schaumburg i ett möte mellan protestantiska krigspartier i Hildesheim, varvid samtliga deltagare förgiftades. Den 15 november 1640 utslocknade således släkten von Schaumburg på den manliga sidan med den unge och ännu barnlöse greven. Under de följande åren blev hans kvarlåtenskap uppdelad och så småningom fastställdes uppdelningarna genom ett flertal fördrag under 1647. I oktober 1648, i den westfaliska freden, permanentades dessa uppdelningar.
Schaumburg-Lippe uppstod 1647 ur uppdelningen av grevskapet Schaumburg mellan huset Braunschweig-Lüneburg, lantgreven av Hessen-Kassel och greven till Lippe. Den lippiska delen kallade sig framgent för grevskapet Schaumburg-Lippe.
När greve Georg Wilhelm (1784-1860) gick med i Rhenförbundet upphöjde han sig samtidigt till furste. 1815 gick furstendömet med i Tyska förbundet och blev efter 1871 en förbundsstat i det Tyska riket. Mellan 1895 och 1905 gjorde den dåvarande fursten Georg (1846-1911) arvsanspråk på furstendömet Lippe i en rättshistoriskt viktig arvstvist som han förlorade. Hans tronföljare Adolf II (1883-1936) abdikerade den 15 november 1918 som en av de sista tyska monarkerna.

### Efter första världskriget
Efter det första världskriget blev Schaumburg-Lippe Fristaten Schaumburg-Lippe inom Weimarrepubliken. I Schaumburg-Lippen var SPD (Sozialdemokratische Partei Deutschlands) alltid den starkaste fraktionen i Landstag och fram till mars 1933 var de med i en koalitionsregering tillsammans med DDP (Deutsche Demokratische Partei). Vid två folkomröstningar (1926 och 1930) röstades förslaget om anslutning till Preussen ned av befolkningen i Schaumburg-Lippe.

### Efter andra världskriget
Den 23 november 1946 godkände den brittiska militärregeringen en sammanslagning av länderna Braunschweig, Hannover, Oldenburg och Schaumburg-Lippe till förbundslandet Niedersachsen.

## Regenter

### Grevar
- 1647–1681: Filip I (1601–1681)
- 1681–1728: Fredrik Kristian (1655–1728)
- 1728–1748: Albrekt Wolfgang (1699–1748)
- 1748–1777: Vilhelm (1724–1777)
- 1777–1787: Filip II (1723–1787)
- 1787–1807: Georg Vilhelm (under förmyndarskap av sin mor Juliane Wilhelmine Louise, lantgrevinna av Hessen-Philippsthal, och riksgreve Johann Ludwig av Wallmoden-Gimborn)

### Furstar
- 1807–1860: Georg Vilhelm av Schaumburg-Lippe (1784–1860) (= ovan)
- 1860–1893: Adolf I av Schaumburg-Lippe (1817–1893)
- 1893–1911: Georg av Schaumburg-Lippe (1846–1911)
- 1911–1918: Adolf II av Schaumburg-Lippe (1883–1936)